# Johan Nicolaas Lentz
Johan Nicolaas Lentz (waarschijnlijk Gau-Bickelheim 1719 of januari 1720 - Rotterdam 1782) was een Nederlands componist van Duitse afkomst.

## Leven
Over het leven van Johan Nicolaas Lentz is niet veel bekend; volgens zijn trouwakte zou hij geboren zijn te Gau-Bickelheim, maar aangezien Lentz daar niet in de doopboeken voorkomt, wordt dit betwijfeld. Wel bekend is dat de (mogelijke) ouders van Johan Nicolaas Lentz in 1720 naar Gau-Bickelheim zijn verhuisd. In 1749 trouwt Lentz te Rotterdam met de wijnhandelaarsdochter Sebilla Brouwer. Na de dood van zijn schoonvader is Lentz betrokken bij zijn wijnhandel. Hij blijft echter wel lesgeven op toetsinstrumenten. Verder werkt hij als keurder van orgels; hierbij geraakt hij in een conflict met de broers Hendrik Hermanus Hess en Joachim Hess, een conflict dat zelfs tot een rechtszaak leidt. Lentz overlijdt in Rotterdam, in het jaar 1782.

## Werk
Van Lentz is niet veel werk overgeleverd. Hier de belangrijkste werken:
- Clavecimbelconcert in C
- Clavecimbelconcert in Bes
- Clavecimbelconcert (incompleet)
- Sonate voor viool met obligaat clavecimbel (incompleet)

- Bibliothèque nationale de France: cb139608028 (data)
- International Standard Name Identifier: 0000 0001 0861 7564
- Library of Congress Control Number: n83066223
- MusicBrainz: 4a43141c-d0cd-43d1-8d1c-d3acc69003e6
- Nationale Bibliotheek van Tsjechië: xx0173672
- Nederlandse Thesaurus van Auteursnamen: 073017671
- Virtual International Authority File: 203268
- WorldCat: E39PBJfcQbwFqkTDPFXHP7y68C